# The Spider's Lullabye
The Spider's Lullabye (Паукова успаванка) је шести студијски албум данског хеви метал бенда Кинг Дајмонд издат 1995. године под окриљем издавачке куће Metal Blade. За раѕлику од већине, овај албум није у потпуности концептован, већ само половина песама. Албум је прерадио Енди Ла Рок, а новија верија издата је 2009. године.

## Прича
Прва половина песама на албуму су углавном кратке приче, након чега почиње концептуални садржај.
„From the Other Side“
Говори о борби јунака са вантелесним искуством, што га присиљава да се врати у живот пре него буде прекасно.
„Killer“
Описује убицу који покушава да опонаша тип убице Ричард Рамирез, који је погубљен на електричној столици.
„The Poltergeist“
Овде се ради о ловцу на духове који примећује присуство духа у својој кући, плашећи се да се ради о злом духу, сазнаје да је то натприродно биће безопасно.
„Dreams“
Ради се о човеку који пати од серије застрашујућих ноћних мора. Он се сусреће са женским демонима у виду девојчице које га воде на месту које изгледа као Рај који се појављује са друге стране водопада на месту где се они купају. Шокиран сазнањем да то није девојчица, већ демон, који му се затим представи у свом правом облику, он вришти како би се пробудио.
„Moonlight“
Говори о групи проклете деце, референцирано у филму снимљеном 1960. године, Village of the Damned.
„Eastmann's Cure“
Ово је наставак приче о Харију који је у локалним новинама пронашао чланак о постојању менталне болнице која лечи све втсте фобија. Друга личност која се појављује је психијатар Dr. Eastmann који се представља као добра и дружељубива особа, скривајући своје стварне намере.
„Room 17“
У соби 17, Хари чека Др. Истмена и његову асистенткињу сестру Нидл Дир, да започну третман и излече га. Такозвани третман је ништа друго осим тортуре, када сестра ослобађа паука вука. Следећег дана, Хари се жали да има чудан осећај у пределу врата, уједе паука, и интензивну бол. Др. Истмен се на то уопште не обазире. Исте ноћи Хари је откривен од стране особља мртав и прекривен од главе до пете мрежом, што доказује да га је  мноштво паукова замотало, чувајући тако његово тело од труљења. Др. Истмен долази до закључка да је Хари очигледно умро од страха. Затим је Хари, сведен само на кости и кожу, одведен.
„To the Morgue“
Код свих осталих пацијената, преминулих из непознатих разлога, паукови праве своје кућице у њиховим очним чашицама.

## Листа Песама
1. -  	King Diamond	3:51
2. -   	King Diamond, Andy LaRocque	4:17
3. -   	King Diamond	4:29
4. -   	King Diamond	4:39
5. -   	King Diamond	4:32
6. -   	King Diamond, Andy LaRocque	4:02
7. -   	King Diamond	3:39
8. -   	King Diamond	4:32
9. -   	King Diamond	8:17
10. -   	King Diamond, Andy LaRocque	4:57

## Постава бенда
- Кинг Дајмонд - вокал
- Енди Ла Рок - гитара
- Херб Симонсен - гитара
- Крис Естес - бас гитара
- Дерин Ентони - бубњеви